# Roc'h Toullaëron
Le Roc'h Toullaëron est le point culminant des montagnes Noires, en Bretagne.

## Géographie
Le Roc'h Toullaëron est situé près du lieu-dit de Toullaëron, sur la commune de Spézet dans le Finistère, près de la limite avec le Morbihan.
Les cartes de l'IGN lui donnent une altitude de 318 ou parfois 326 m suivant les échelles.